# راعي البقر الراكض (فلم رسوم متحركة)
راعي البقر الراكض (The Gallopin' Gauchu) هو فيلم رسوم متحركة أمريكي قصير صَدر عام 1928 وهو ثاني فيلم قصير يضم ميكي ماوس يتم إنتاجه بعد وفيلم ستيمبوت ويلي . أكملت استوديوهات ديزني العمل على النسخة الصامتة في أغسطس 1928، لكنها لم تصدرها من أجل العمل على ستيمبوت ويلي. تم إصدار فيلم راعي البقر الراكض مع الصوت بعد ستيمبوت ويلي في 30 ديسمبر من نفس العام. 
كان ظهور ميكي وميني ماوس لأول مرة في العرض التجريبي لفيلم طائرة مجنونة في 15 مايو 1928، لكن فشل الفيلم في جذب انتباه الموزعين عندما تم إنتاجه للمرة الأولى كفيلم صامت. كان فيلم راعي البقر الراكض بمثابة المحاولة الثانية للنجاح التي قام بها المخرجان المشاركان والت ديزني وأوب إيوركس . وكان الأخير أيضًا بمثابة رسام الرسوم المتحركة الوحيد لها.
سجل رائد الأعمال الأميركي روي أوليفر ديزني الميزانية الإجمالية للفيلم القصير في دفتر حساباته ، والتي بلغت تكلفتها 4 آلاف دولار، وهو ما يزيد بنحو 720 دولارًا عن ميزانية طائرة مجنونة.
كان الفيلم القصير بمثابة محاكاة ساخرة لفيلم The Gaucho للمخرج دوغلاس فيربانكس ، وهو فيلم صدر لأول مرة في 21 نوفمبر 1927. وفقًا للفيلم الأصلي، تجري أحداث الفيلم القصير في سهول البمباس الأرجنتينية مع ظهور ميكي في دور راعي البقر في عنوان الفيلم.
دخل الفيلم القصير إلى المجال العام الأمريكي في 1 يناير 2024 . 

## حبكة

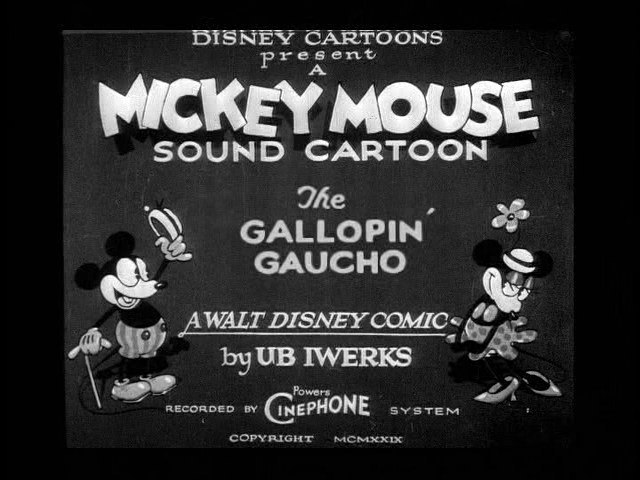
بطاقة عنوان "The Gallopin' Gaucho".

يظهر ميكي راكبًا على الروحاء. وسرعان ما يصل إلى حانةٍ ومطعم محليان يُدعَيَا كانتينو أرجنتينو ( كذا ). يدخل المنشأة في ملامح واضحة على الاسترخاء مع بعض الشرب والتدخين. على الحائط، علامة "مطلوب للعدالة" تظهر فيها صورة ميكي ماوس مكتوب عليها El Gaucho، والتي تعني أن ميكي ماوس لص أو محتال.
وقد تواجدت بالفعل نادلة الحانة والراقصة ميني ماوس والزبائن. الأخير هو دنجل ، الذي تم تقديمه باعتباره مجرمًا مطلوبًا.
تقدم ميني رقصة التانغو والسالسا، ويبدأ كلا الزبائن بمغازلتها. يحاول دنجل بعد ذلك وضع نهاية مبكرة لمنافستهما الناشئة من خلال الشروع في اختطافها. يهرب على حماره بينما يطارد ميكي الروحاء خاصته وسرعان ما يلحق بمنافسه دنجل. بعد ذلك يتنافس دنجل وميكي في مبارزة السيف. ويخرج ميكي منتصرًا ويتمكن في النهاية من الاستيلاء على ميني. يظهر في النهاية ميكي وميني وهما يركبان على خشبة المسرح على اليسار حتى يتم إخفاؤهما بالكامل بواسطة الأشجار في المقدمة.

## الشخصيات
كان دنجل قد تم تعيينه بالفعل كـغريم في كل من Alice Comedies وسلسلة أوزوالد الأرنب المحظوظ ، ولكن هذا الفيلم القصير يمثل أول لقاء له مع ميكي أو ميني. ويبدو أن الزوج الأخير غير مألوف لبعضهما البعض أيضًا.
كانت الشخصيات المميزة في فيلم راعي البقر الراكض غامضة. عندما يبدأ الفيلم، يكون لدى ميكي وميني نفس العيون التي لديهما في فيلم طائرة مجنونة ، ولكن بمجرد ظهور دنجل، يصبح لديهما فجأة عيون النقاط من فيلم ستيمبوت ويلي . في البداية، كان يُعتقد أن ميكي يشبه إلى حد كبير أوزوالد الأرنب، مما قد يساعد في تفسير عدم اهتمام الجمهور الواضح به. لقد أصبح الجمهور الذي يتكون في معظمه من البالغين شاعرًا بالملل مما أصبح يسمى بالرسوم المتحركة "خرطوم المطاط" . وسرعان ما بدأ والت ديزني في التفكير في طرق لتمييز سلسلة ميكي ماوس عن أعماله السابقة وأعمال منافسيه. يتعزز دور ميني كممثلة ولعبت دور فتاة في محنة في هذا الفيلم. وهذه هي المرة الأولى أيضًا التي ترتدي فيها أحذيتها ذات الكعب العالي، على الرغم من سقوطها عندما يتم اختطافها، وقضت بقية الفيلم بدون حذاء. ويظهر ميكي أيضًا وهو يرتدي الأحذية لأول مرة. مع مرور السنين، أصبح رسامو الرسوم المتحركة يغيرون ميكي ماوس. في أول ثلاثة أفلام قصيرة لـميكي ماوس، كان شخصية بالغة في شكل غير موَجَّه للأطفال بشكل خاص؛ فهو يدخن ويشرب ويمرح. وبعد فترة وجيزة، قام والت ورسامو الرسوم المتحركة بتعديل شخصية بطلهم ميكي، وبعدها أصبح ميكي ماوس الشخصية "المثالية" المُصَمَّمة لجذب الأطفال وإرضاء الوالدين.

## استقبال
قالت مجلة فارايتي في 9 يناير/كانون الثاني 1929: "ست دقائق جيدة للبرامج الكبيرة لأن الرسوم المتحركة تجعل بعض الأشياء مضحكة. هذا هو خط يد والت ديزني، يقوم بتقديم شخصية كرتونية جديدةوهي "ميكي ماوس" بقوى خارقة عبر الساينفون. كانت المؤثرات الموسيقية مضحكة وقد أثارت بعض الضحك هنا وهناك، ولكن بعد انتهاء الفيلم، يبقى الانطباع بأن أي عازف طبول في حالة تأهب يمكنه تكرارها، تأتي ميزة الفيلم الكبيرة من الحركات التي يجعل ديزني شخصياته تؤديها أثناء مطاردة ومبارزة مألوفة بما فيه الكفاية كحبكة، ولكن بعض التجاعيد الجديدة في جمباز الجسم والوسائل الرائعة لتحقيق العديد من الغايات. أحبها الجمهور وعلى الرغم من تعزيزها بالمؤثرات، فإن البكرة قوية بما يكفي للوقوف في منازل A بالإضافة إلى مجرد أورغن أو أوركسترا. إذا كان الموسيقيون أذكياء بما يكفي لمواكبة ذلك، فهذا أفضل بكثير. إنه فيلم كرتوني غير اعتيادي لكونه جيدًا مع أو بدون صوت." 

## موسيقى
رتَّب كارل ستالينغ موسيقى الفيلم، ويحتوي الفيلم على نسخة موسيقية من أغنية Kingdom Coming للملحن الأمريكي هنري كلاي وورك (1862)، تليها أغنية La paloma التي ترقص عليها ميني ماوس للملحن الإسباني سيباستيان إيرادير سالافييري . يعد فيلم راعي البقر الراكض أحد أقدم الأفلام الصوتية التي تمثل الفلكلور والثقافة في أمريكا اللاتينية. أغنية أخرى تم تضمينها في النتيجة هي For He's a Jolly Good Fellow .